# Cyperus rotundus
Cyperus rotundus L. è una pianta della famiglia delle Ciperacee.

## Etimologia
La parola cyperus deriva dal greco κύπερος, kyperos, e rotundus dal latino, che significa "tondo". La prima forma attestata della parola cyperus è il greco miceneo 𐀓𐀞𐀫, ku-pa-ro.

## Descrizione
Cyperus rotundus è una pianta perenne, che può raggiungere un'altezza fino a 140 cm.  Il suo nome "noce di terra" - condiviso con la specie affine Cyperus esculentus - derivano dai suoi tuberi, che in qualche modo assomigliano alle noci, sebbene botanicamente non abbiano nulla a che fare con le noci.
Come in altre Cyperaceae, le foglie germogliano in file di tre dalla base della pianta, lunghe circa 5–20 cm. Gli steli dei fiori hanno una sezione trasversale triangolare. Il fiore è bisessuale e ha tre stami e un pistillo a tre stigma, con l'infiorescenza che ha da tre a otto punte disuguali.  Il frutto è un achenio a tre angoli.
Le giovani piante inizialmente formano rizomi bianchi e carnosi, di dimensioni fino a 25 mm .  Alcuni rizomi crescono verso l'alto nel terreno, formando una struttura a bulbo da cui crescono nuovi germogli e radici e dalle nuove radici crescono nuovi rizomi.  Altri rizomi crescono orizzontalmente o verso il basso e formano tuberi o catene di tuberi bruno-rossastri scuri. Cresce in abbondanza nei terreni coltivati ed è una pianta molto infestante a causa dei suoi tuberi dove anche se la pianta viene estirpata i tuberi rimasti nel terreno ne fanno crescere un’altra.

## Usi

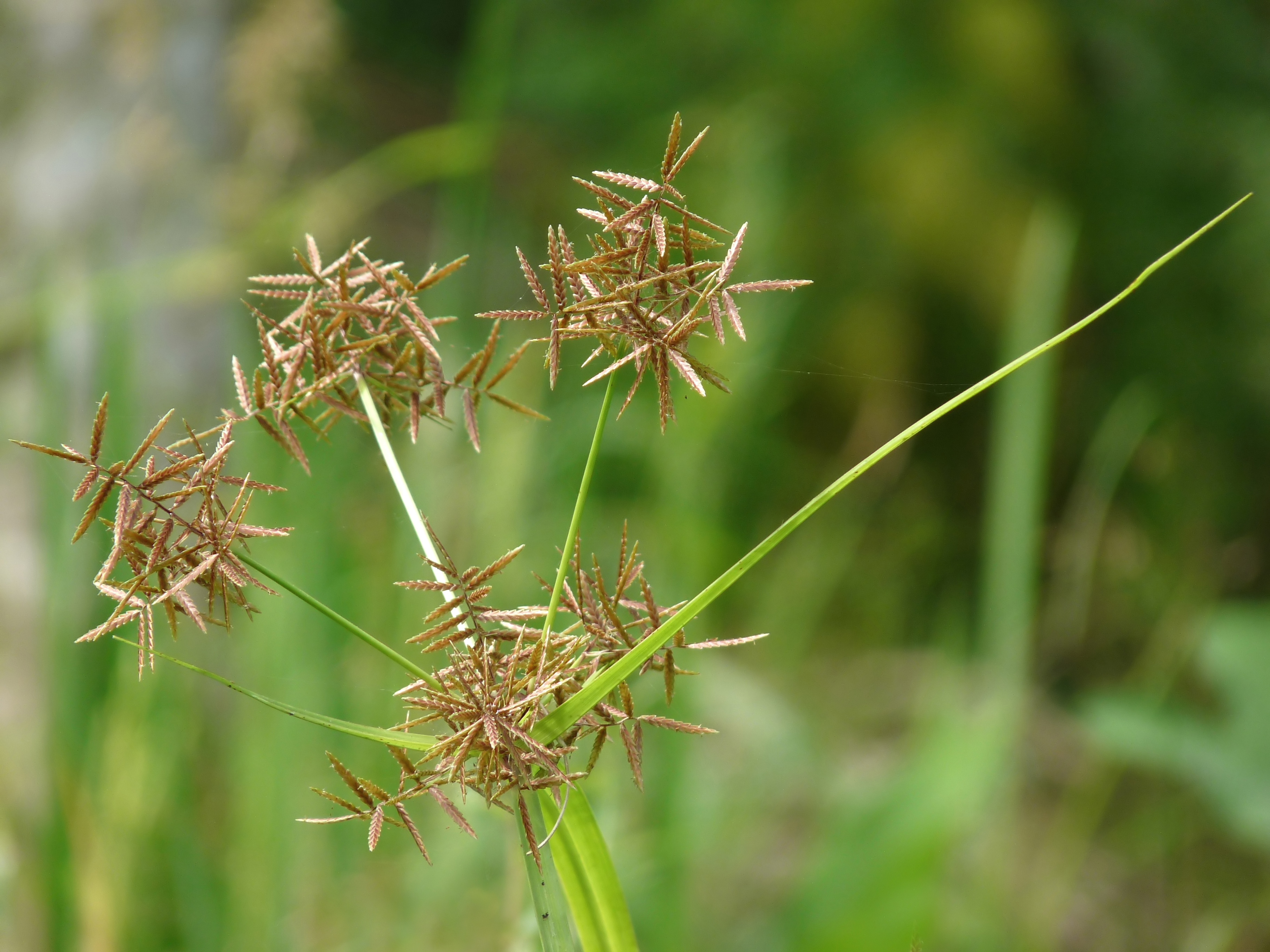
Cyperus rotundus inflorescence, Kerala

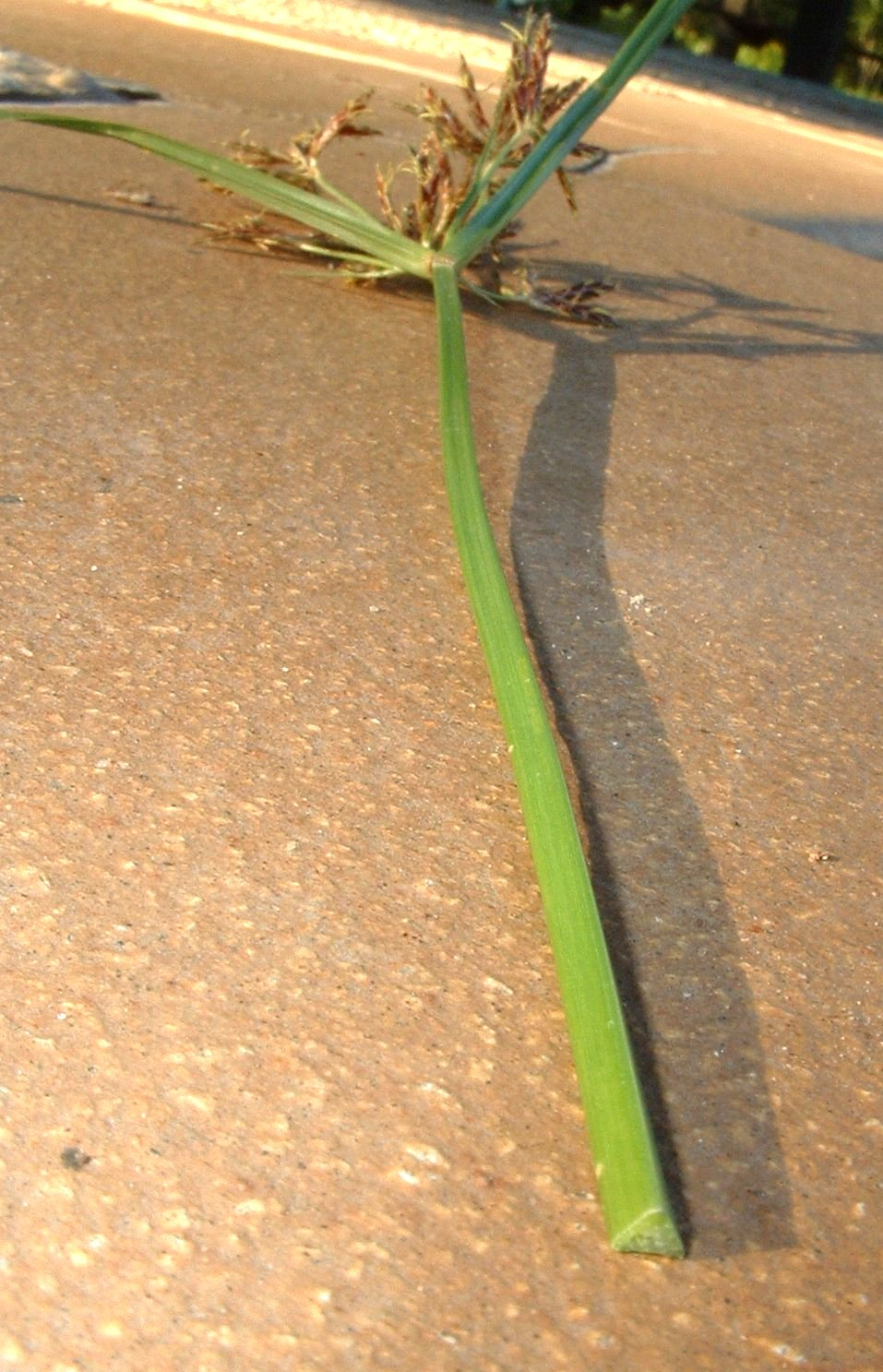
Flower stem showing triangular cross-section

Nella medicina tradizionale cinese, C. rotundus è considerata l'erba principale che regola il qi.
La pianta è menzionata nell'antica medicina ayurvedica indiana Charaka Samhita (circa 100 d.C.).  La moderna medicina ayurvedica utilizza la pianta, nota come musta o musta moola churna, per febbri, disturbi dell'apparato digerente, dismenorrea e altre malattie.
Gli arabi usano tradizionalmente i tuberi arrostiti, mentre sono ancora caldi, o ceneri calde di tuberi bruciati, per ferite, lividi e carbonchi.  Erboristi tra cui Dioscoride, Galeno, Serapione, Paulus Aegineta, Avicenna, Rhazes e Charles Alston ne hanno descritto l'uso come stomachico, emmenagogo e deostruente e in cerotti emollienti.
Le proprietà antibatteriche dei tuberi potrebbero aver aiutato a prevenire la carie nelle persone che vivevano in Sudan 2000 anni fa.  Meno dell'1% dei denti di quella popolazione locale presentava cavità, ascessi o altri segni di carie, sebbene quelle persone fossero probabilmente agricoltori (i denti dei primi agricoltori in genere avevano più carie rispetto a quelli dei cacciatori-raccoglitori perché l'alto contenuto di grano nella loro dieta ha creato un ambiente ospitale per i batteri che prosperano nella bocca umana).
Diverse sostanze chimiche sono state identificate in C. rotundus: cadalene, ciprotene, flavonoidi, sesquiterpeni, terpenoidi, mustakone, isocyperol, acyperone, rotundene, valecina, kaempferol, luteolin, quercetin, patchoulenone, isopatchoulenone, sugeonyl acetate, cellulose triacetate e sugebiol.
Un sesquiterpene, rotundone, così chiamato perché originariamente estratto dal tubero di questa pianta, è responsabile dell'aroma speziato del pepe nero e del gusto pepato di alcuni vini Shiraz australiani.
L'estratto di foglie e tuberi di Cyperus rotundus aumenta la radicazione di diverse specie.  Questi estratti contengono una grande quantità di auxine e composti fenolici che favoriscono la radicazione di talee e piantine
Nonostante il sapore amaro dei tuberi, sono commestibili e hanno valore nutritivo.  Una parte della pianta fu mangiata dagli esseri umani tra il Mesolitico e il Neolitico.  La pianta ha un'elevata quantità di carboidrati. La pianta viene consumata nelle zone colpite dalla carestia.
Lo zigolo infestante secco viene utilizzato anche per la realizzazione di stuoie.